# Индо-тихоокеанская цитара
 Индо-тихоокеанская цитара (лат. Brachypleura novaezeelandiae) — вид лучепёрых рыб из семейства цитаровых отряда камбалообразных (Pleuronectiformes). Единственный представитель рода индо-тихоокеанских цитар (Brachypleura). Встречается в индо-тихоокеанском регионе от Персидского залива до Филиппин и Папуа — Новой Гвинеи.

## Описание
Тело эллиптической формы, несколько сжато с боков. Чешуя крупная, легко опадающая, ктеноидная на глазной стороне, на слепой стороне циклоидная или слабо-ктеноидная. Межглазничный пролмежуток, рыло, челюсти и край предкрышки не покрыты чешуёй. Глаза на правой стороне головы. Передний край верхнего глаза заметно впереди переднего края нижнего глаза. Рот большой, зубы не увеличены. Жаберные тычинки тонкие с небольшими шипами. Спинной плавник начинается перед или над верхним глазом, с 65—77 мягкими лучами, не имеет жёстких лучей. У самцов (но не у самок) несколько передних лучей спинного плавника удлинённые. Анальный плавник длинный с 41—50 мягкими лучами. Хвостовой плавник не соединяется с анальным и спинным плавниками. В хвостовом плавнике 13—14 разветвлённых луча. Грудные плавники расположены по обеим сторонам тела, с 11—13 лучами на глазной стороне и 10—13 лучами на слепой стороне. Брюшные плавники с коротким основанием имеют один колючий, 1 неразветвлённый и 4 разветвлённых мягких лучей. Боковая линия хорошо развита на обеих сторонах тела, с 28—33 чешуйками, делает высокий изгиб над грудными плавниками. Слепая сторона белёсая, глазная сторона желтоватая или желтовато-коричневая. Спинной, анальный и хвостовой плавники бледнее тела, с тёмными пятнами. Максимальная длина тела 14 см
.

## Биология
Обитает на глубине 18—73 м над песчаными и илистыми грунтами. Часто встречается вблизи устьев рек. Питается донными животными.

## Взаимодействие с человеком
Индо-тихоокеанская цитара имеет небольшое промысловое значение. Ловят донными тралами. Идёт для производства рыбной муки, которую используют для приготовления кормов для креветочных хозяйств.